# (4791) Iphidamas
(4791) Iphidamas (1988 PB1) – planetoida z grupy trojańczyków okrążająca Słońce w ciągu 11,8 lat w średniej odległości 5,18 j.a. Odkryta 14 sierpnia 1988 roku.